# Hylyphantes spirellus
Hylyphantes spirellus là một loài nhện trong họ Linyphiidae.
Loài này thuộc chi Hylyphantes. Hylyphantes spirellus được miêu tả năm 2005 bởi Tu & Li.